# Pedro José Gonzales
Pedro José Gonzales fue un militar y político peruano. Participó en las guerras de independencia del Perú por el bando patriota, siendo gobernador del partido de Jauja, en la Intendencia de Tarma, y realizado acciones de interceptación de cartas y comunicaciones enviadas por el virrey Joaquín de la Pezuela a sus tropas y comunicándose constantemente con Francisco de Paula Otero quien era el gobernador de esa intendencia.
Fue miembro del Congreso General Constituyente de 1827 por el departamento de Junín. Dicho congreso constituyente fue el que elaboró la segunda constitución política del país.